# لیو شیائوتونگ
لیو شیائوتونگ (انگلیسی: Liu Xiaotong؛ زادهٔ ۱۶ فوریهٔ ۱۹۹۰) بازیکن والیبال اهل چین است.
از افتخارات وی میتوان به کسب مدال طلا به همراه تیم ملی والیبال زنان چین در بازی‌های المپیک تابستانی ۲۰۱۶ اشاره کرد.